# Marga Gil Roësset
Marga Gil Roësset (Madrid, 3 marzo 1908 – Las Rozas de Madrid, 28 luglio 1932) è stata una scultrice, illustratrice e poetessa spagnola che fece parte della Generazione del '27, in particolare del gruppo di poetesse e artiste note come Sinsombrero.

## Biografia
Marga Gil Roësset nacque a Madrid nel 1908. Molto malata, i medici dichiararono che aveva poche speranze di vita, ma dopo alcuni mesi riuscì inaspettatamente a salvarsi.
Dal matrimonio tra i suoi genitori, Julián Gil e Margot Roësset, nacquero Consuelo (1905), Marga (1908), Pedro (1910) e Julián (1915). La loro era una famiglia dell'alta borghesia dove regnavano l'amore, la disciplina e la creatività. La madre si occupò personalmente dell'educazione delle bambine, fece loro prendere lezioni di disegno dal pittore José María López, Marga e le sorelle già in tenera età sapevano suonare il pianoforte, parlavano quattro lingue, viaggiavano per l'Europa visitando musei, assistevano a concerti di musica classica e leggevano molto.
Oltre a Marga e alla sorella Consuelo che divenne scrittrice, la famiglia poteva vantare altre donne artiste: la zia fu la pittrice María Roësset Mosquera (1882-1921), e la nipote è la poetessa e fotografa Marga Clark.
Marga era una cosiddetta bambina prodigio: la sua prima opera che si conservi è un racconto che scrisse e illustrò all'età di 7 anni per sua madre. Continuò a dar prova del suo talento illustrando, a soli 12 anni, il racconto della sorella Consuelo, intitolato El niño de oro, pubblicato nel 1920. Marga illustrò la fiaba con figure dalle espressioni tese, in grado di evocare e trasmettere emozioni attraverso lo sguardo.
Nel 1923 le due sorelle pubblicarono un altro racconto, Rose des Bois, nel quale Marga raggiunse un'impressionante perfezione del tratto e dell'elaborazione. A 15 anni iniziò a dedicarsi alla scultura: tra i materiali che utilizzava vi erano il legno, la pietra e il granito. La madre portò Marga presso lo studio dello scultore spagnolo Victorio Macho, il quale però si rifiutò di farle da maestro per non rovinare il suo talento innato e il suo libero impulso creativo.
Nel 1930 la giovane Marga, ad appena 22 anni, partecipò per la prima volta all'Esposizione Nazionale di Belle Arti a Madrid. La sua opera Adán y Eva lasciò attonita la critica, in particolare il critico d'arte e scrittore José Francés, che, catturato dalla tecnica e dalla solennità dell'opera, scriverà un reportage sulla giovane scultrice nella rivista La Esfera,definendo il suo stile di scultura come unico e libero da influenze, e il suo essere artista con le parole: "Marga ES" ("Marga È").
Sembra che le sue illustrazioni abbiano influenzato l'opera dello scrittore e illustratore Antoine de Saint-Exupéry per il suo libro Il piccolo principe.

### Rapporto con Juan Ramón Jiménez e morte

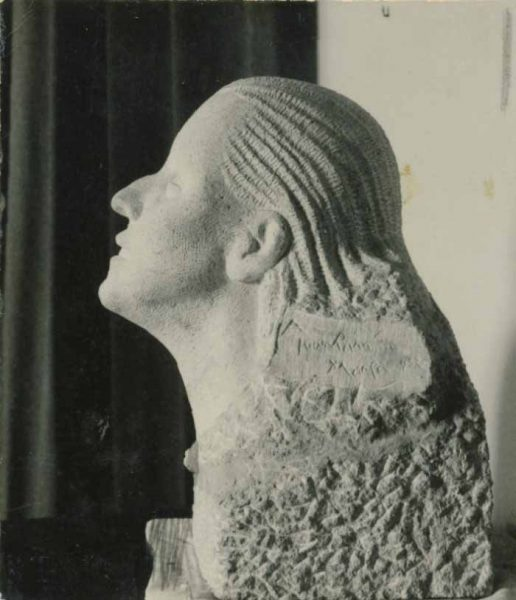
Marga Gil Roësset: Busto di Zenobia Camprubí (1932). Collezione privata, Madrid.

Marga Gil Roësset e sua sorella Consuelo, conosciute a Madrid per il loro straordinario talento, ammiravano Zenobia Camprubí, moglie del poeta e premio Nobel Juan Ramón Jiménez, per le traduzioni che aveva fatto di Rabindranath Tagore, e le regalarono un libro con dedica per dimostrarle la stima che avevano nei suoi confronti.
Molti anni dopo, nei primi mesi del 1932, a un concerto, Marga venne presentata da Olga Bauer alla coppia formata da Juan Ramón Jiménez e Zenobia Camprubí. Juan Ramón Jiménez, che all'epoca aveva 51 anni, era il gran poeta spagnolo del momento, e Marga ne rimase affascinata.
Da quel giorno Marga dovette convivere con un amore non corrisposto, a causa del quale smise di dormire e mangiare .
Dopo l'incontro tra Marga, Juan Ramón Jiménez e Zenobia Camprubí, si instaurò uno stretto legame. La giovane artista, propose di scolpire un busto alla coppia e iniziò a recarsi tutti i giorni nella loro casa per scolpire. Lì si sentiva libera, passava molte ore in solitudine col poeta e se ne innamorò sempre più profondamente.
Le parole di Marga, in un'intervista rilasciata a Rosa Arciniega nel 1930 per il giornale Crónica, mettono in luce la sua disillusione: «No creo en el amor simultáneo, de dos corazones».(«Non credo nell'amore simultaneo, di due cuori»).
Prima di suicidarsi distrusse a martellate gran parte delle sue sculture e le fotografie delle stesse, scrisse una lettera ai genitori e una a Zenobia. La mattina prima di morire, consegnò il suo diario a Juan Ramón, dicendogli: «No lo leas todavía».(«Non leggerlo ancora»).
Nel diario, pubblicato intero nel 2015 da Fundación José Manuel Lara, nel quale Marga scrisse del suo amore per il poeta, si leggono le parole: «... Y es que... Ya no quiero vivir sin ti... no... ya no quiero vivir sin ti... tú, como sí puedes vivir sin mí... debes vivir sin mí...».( «...È che... ormai non voglio vivere senza di te...no...ormai non voglio vivere senza di te...tu, dato che puoi vivere senza di me...dovrai vivere senza di me...».)
Nel luglio del 1932 a Las Rozas, Marga Gil Roësset si suicidò sparandosi un colpo di pistola alla testa col revolver di suo nonno.

## Opere
- Illustrazioni per El niño de oro. 1920.
- Illustrazioni per Rose des Bois. 1923
- Maternidad. 1929.
- La niña que sonríe.
- Para toda la vida.
- Adán y Eva. 1930.
- Grupo. 1932.
- Zenobia Camprubí. 1932.
- Illustrazioni per l'opera di Consuelo Gil Roësset, Canciones de niños. Musica di José María Franco, Madrid, Signo, 1933.